# Kozjak-Fall
Der Kozjak-Fall (slowenisch slap Kozjak oder Veliki Kozjak „Großer Kozjak“) in der Nähe von Kobarid ist der größte von sechs Wasserfällen, über die der Kozjak, ein linker Nebenfluss der Soča (italienisch: Isonzo), zu Tal strömt. Nur die zwei unteren der Wasserfälle sind ohne Probleme zu Fuß erreichbar. Der Kozjak-Fall hat sich über Jahrmillionen durch das Gestein gearbeitet und eine natürliche Halle erschaffen, die einer Karsthöhle gleicht. Das Wasser sammelt sich in einem dunkelgrünen Bassin.